# Vratko Nemanjić

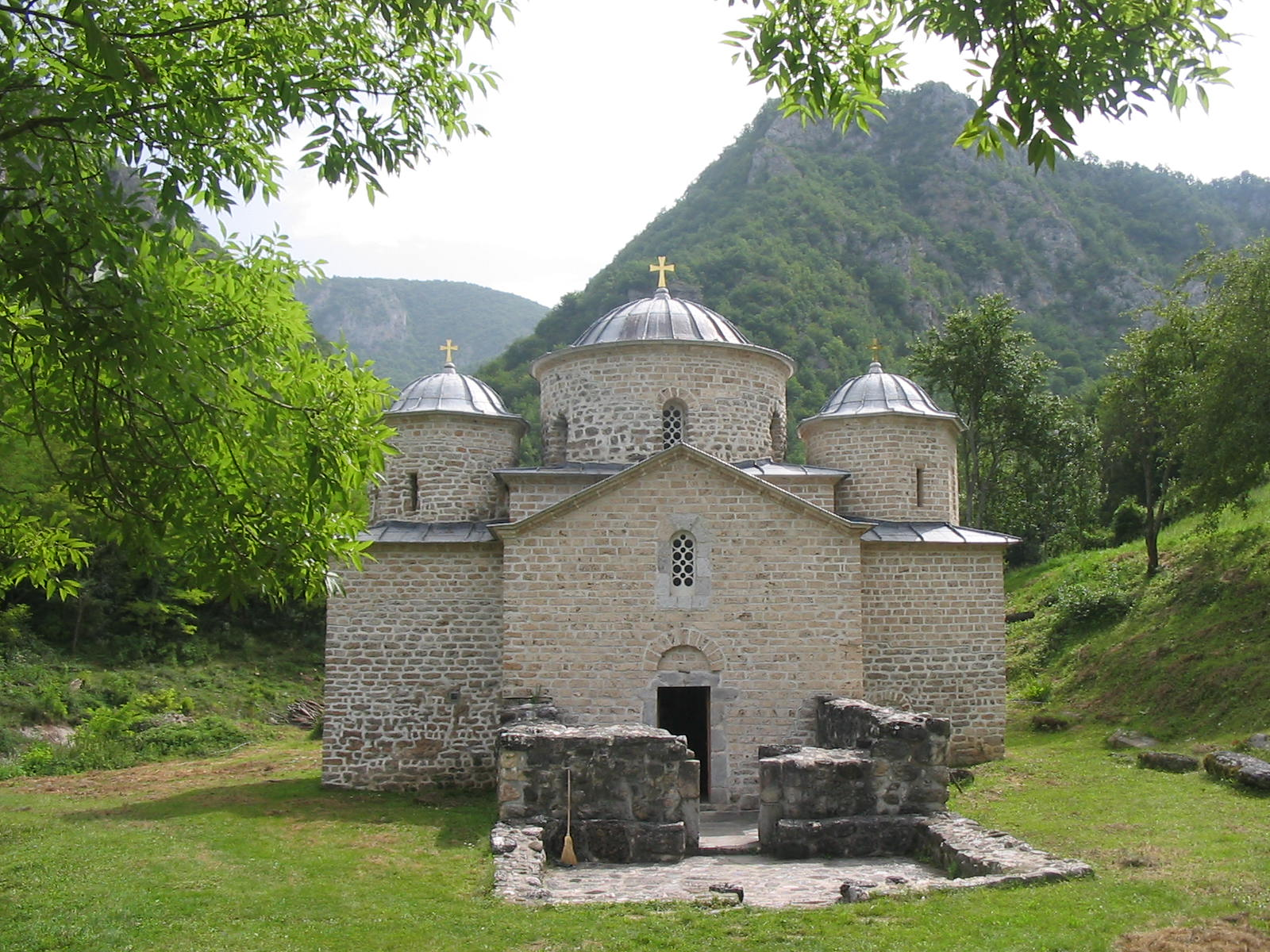
Kloster Davidovica, 13. Jahrhundert

Vratko Nemanjić war ein serbischer Adeliger und Heerführer des Kaisers Dušan.
Er entstammte der Herrscherdynastie der Nemanjiden von Vukan ab, dem ältesten Sohn Stefan Nemanjas, dem Begründer der Dynastie. Das Jahr und der Ort seiner Geburt sowie seines Todes sind historisch nicht überliefert, ebenso nicht der Name seiner Frau. Bekannt sind zwei Kinder, die er hatte, Milica und Nikola; letzterer ist der historischen Überlieferung nach um 1379 verstorben, von dem aber eine Theorie annimmt, dass es sich bei Nikola vielleicht um den legendären Miloš Obilić handelt.
Vratko gehörte zum serbischen Hochadel jener Zeit an. Als Heerführer von Kaiser Dušan nahm er mit Jovan Oliver an den Verhandlungen seines Königs mit Johannes VI. teil. Gemeinsam mit Oliver führte er das serbische Heer an der Seite von Johannes VI. gegen Serres.
Näheres ist über Vratko nicht mehr bekannt. Um 1353 verheiratete er seine Tochter Milica mit dem späteren Fürsten Lazar Hrebeljanović. Seine Grablege befand sich in der Patronatskirche und Stiftung seiner Familie, dem Kloster Davidovica bei Prijepolje. In der serbischen epischen Dichtung dagegen ist Vratko als der alte Jug Bogdan bekannt, einem der Protagonisten in den so genannten Kosovo-Zyklen.
| Personendaten    | Personendaten                                               |
| ---------------- | ----------------------------------------------------------- |
| NAME             | Nemanjić, Vratko                                            |
| ALTERNATIVNAMEN  | Jug Bogdan                                                  |
| KURZBESCHREIBUNG | serbischer Adeliger und Heerführer des Kaisers Stefan Dušan |
| GEBURTSDATUM     | 13. Jahrhundert oder 14. Jahrhundert                        |
| STERBEDATUM      | 14. Jahrhundert                                             |